# Tornhöjden
Tornhöjden är ett berg 235 meter över havet som är beläget mellan byarna Näs och Södra Fjäll i Värmskogs distrikt (Värmskogs socken) i Grums kommun, Värmlands län (Värmland). 
Berget präglas av tät barrskog och hällmarker med vacker utsikt över sjöarna Rommen, Värmeln och Norra och Södra Nästjärn.
På de lägre delarna av berget förekom gruvdrift (silver) på 1800-talet, vilket lämnat spår i form av gruvhål och provschakt.